# Circuito de Johor
O Circuito de Johor é um autódromo localizado em Johor, na Malásia, o circuito tem 3.69 de extensão, foi inaugurado em 1986 sendo o primeiro autódromo do país.